# Lille cirkus
|  | Denne artikel er oprettet af botten PalnaBot ud fra en ekstern database. Den kan derfor have sproglige fejl eller mangler. Denne skabelon kan fjernes efter kontrol af indholdet. |

Lille cirkus er en film instrueret af Jørgen Roos efter manuskript af Henrik G. Poulsen.

## Handling
Højstærede publikum, mine damer og herrer, kære børn. Skandinaviens mindste cirkus, Cirkus Arli, har den store fornøjelse og glæde at byde Jer hjertelig velkommen! Egnet til børn fra 5 år.